# Château du Tertre
Koordinaten: 45° 0′ 21,3″ N, 0° 40′ 51″ W

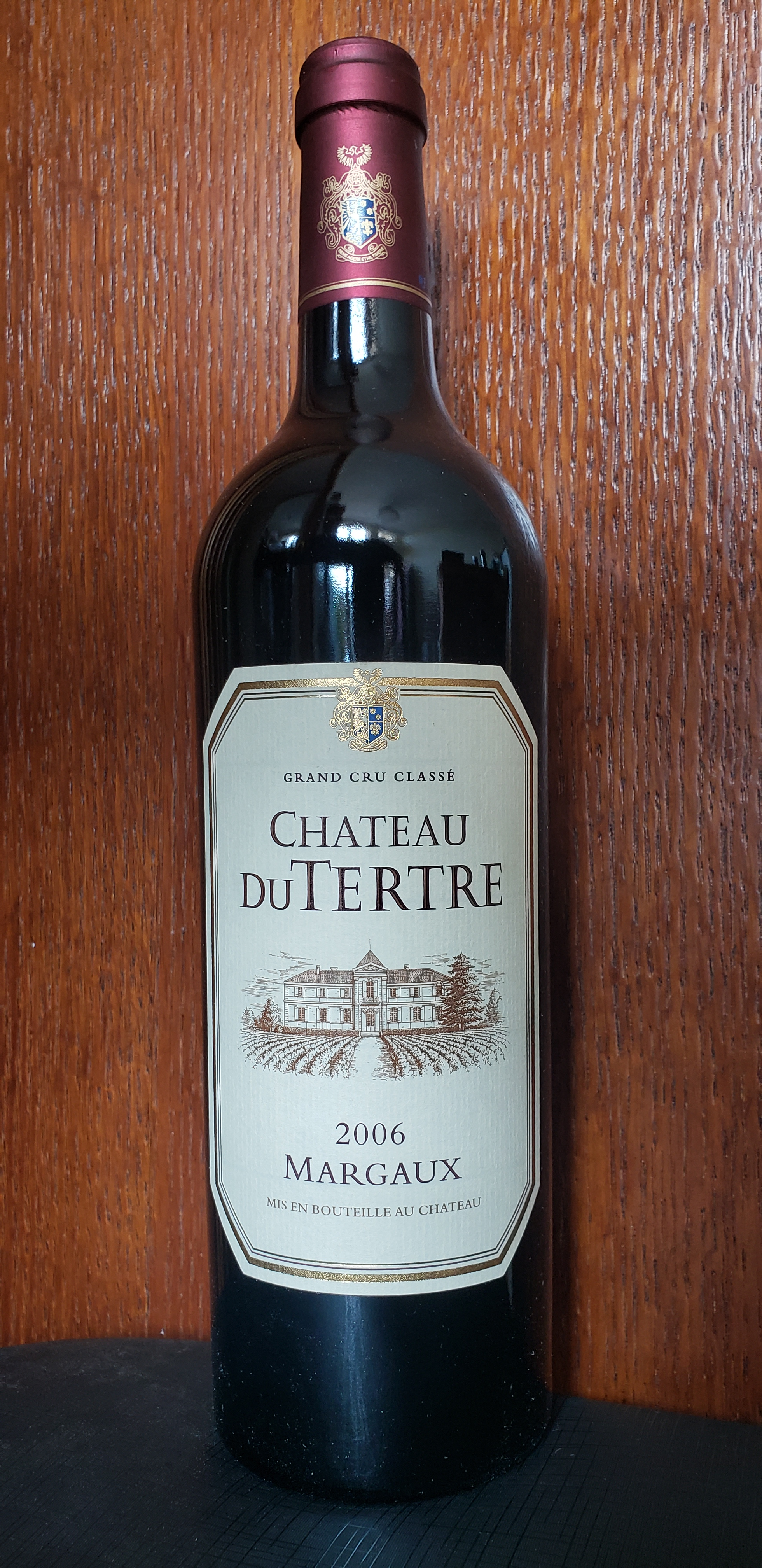
Eine Flasche Château du Tertre, Jahrgang 2006

Das Château du Tertre  ist ein bekanntes französisches Weingut. Es zählt zu den weniger als 70 Grand-Cru-Classé-Gütern und wurde in der Klassifikation von 1855 als Cinquième Cru Classé eingeordnet. Es liegt in der Gemeinde Margaux im Gebiet von Bordeaux.
Das Gut umfasst eine Größe von 52 Hektar. Die Rebflächen verteilen sich auf 40 % der Rebsorte Cabernet Sauvignon, 35 % Merlot, 20 % Cabernet Franc und 5 % Petit Verdot. Das Gut erzeugt in normalen Jahren ca. 300.000 Flaschen Rotwein. Etwa 60–70 % gehen in den Grand Vin. Die verbleibende Menge geht in den Zweitwein von du Tertre, der Les Hauts du Tertre.
Alle Weine seit 1995 liegen mit Weinbewertungen von mindestens 86 Parker-Punkten im hochklassigen Segment. Das Weingut gehört zurzeit dem Niederländer Eric Albada Jelgersma, zu dessen Portfolio auch das benachbarte Château Giscours gehört. Alexander van Beek ist auf beiden Gütern der Manager, der sich um das Tagesgeschäft kümmert. Van Beeks Ehefrau Véronique Sanders leitet das Tagesgeschäft auf Château Haut-Bailly in Pessac-Léognan.

## Geschichte
Der Grundbesitz gehörte der ehemals mächtigen Seigneurie d’Arsac. Die Geschichte dieser Adelsfamilie lässt sich bis zu Ritter Guillaume Guiral d’Arsac im Jahr 1143 zurückverfolgen. Während des Hundertjährigen Kriegs war die Familie ein Verbündeter der Engländer und unterhielt in Arsac einen Landsitz. Bis in das späte 16. Jahrhundert blieb das Land im Besitz dieser Familie. Amanieu d’Arsac hatte 2 Töchter, Jaquette und Maguerite. Jaquette heiratete Thomas de Montaigne, Bruder des bekannten Michel de Montaigne.